# Sitio de Babanusa
El sitio de Babanusa fue un asedio en curso en la tercera guerra civil sudanesa. El combate comenzó cuando estallaron los enfrentamientos entre las Fuerzas de Apoyo Rápido (RSF) y las Fuerzas Armadas de Sudán (SAF) el 22 de enero de 2024.

## Preludio
El 13 de enero de 2024, las Fuerzas Armadas del Sudán lanzaron ataques aéreos contra la cercana ciudad de El Tibbun. En represalia, las RSF movilizaron fuerzas significativas en varias direcciones alrededor de Babanusa, incluso en El Tibbun, Samoaa en el suroeste y Muglad en el sur.

## Batalla
El 22 de enero de 2024, comenzó una ofensiva de las Fuerzas de Apoyo Rápido, con el objetivo de tomar el control del cuartel general de la 22.ª División de Infantería en Babanusa, Estado de Kordofán del Oeste. El asedio también intensificó una ya de por sí terrible crisis humanitaria en Sudán.
El 31 de enero los líderes de la tribu messiria celebraron un alto el fuego de tres días para permitir que los civiles escaparan del conflicto.
En una grabación de audio del 11 de febrero, Hemedti reclamó la victoria en Babanusa y Omdurmán. El ejército sudanés respondió a las pocas horas negando esta afirmación y acusó a Hemedti de "desinformación". El comunicado afirmaba además que las RSF habían sufrido "grandes pérdidas" en enfrentamientos recientes con el ejército. El ejército sudanés publicó vídeos que mostraban a sus tropas controlando la zona de Mohandiseen y afirmó que sus fuerzas controlaban la guarnición de Babanusa.

## Damnificados
Cincuenta civiles han muerto y se han producido importantes daños materiales debido al asedio hasta el 26 de enero de 2024.